# Aartsbisdom N'Djaména

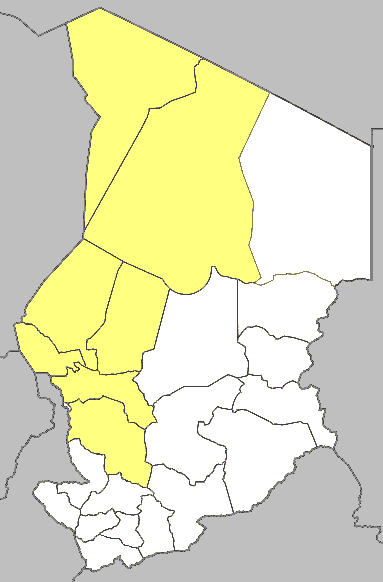
Kaart met in geel de ligging van het aartsbisdom N'Djaména binnen Tsjaad.

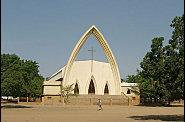
Cathédrale de Notre-Dame in N’Djaména, na 1973.

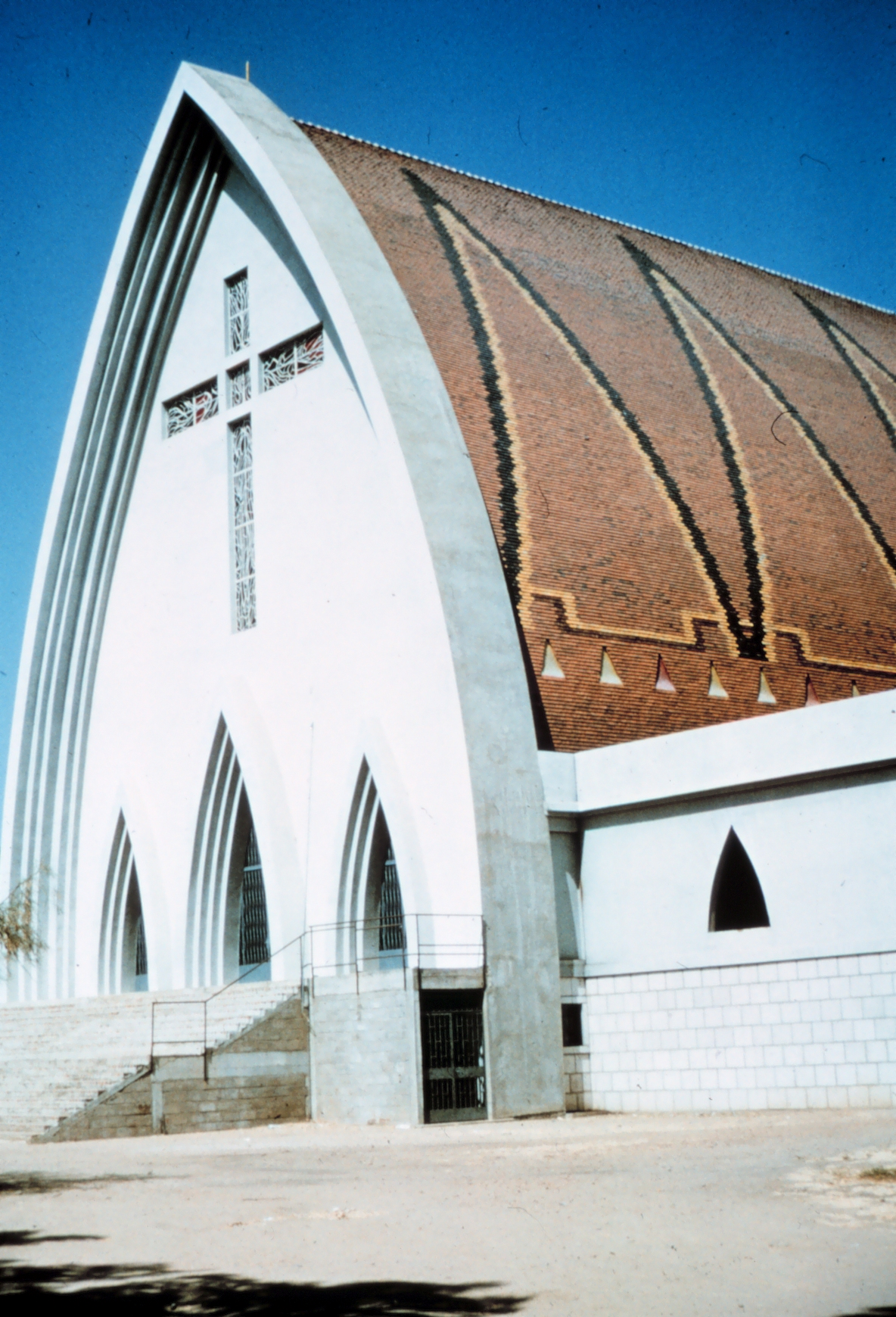
Cathédrale de Notre-Dame in N’Djaména, pre-1973. De kathedraal raakte beschadigd in de burgeroorlog van 1973.

Het aartsbisdom N'Djaména (Latijn: Archidioecesis Ndiamenana) is een van de zeven rooms-katholieke bisdommen van de kerkprovincie in Tsjaad . Het aartsbisdom N'Djaména is het aartsbisdom waarover de aartsbisschop van N'Djaména geestelijk leiderschap heeft. Het aartsbisdom heeft een oppervlakte van 654.452 km².
De aartsbisschop van N'Djaména staat als metropoliet aan het hoofd van de Katholieke Kerk in Tsjaad. Aartsbisschop sinds 2016 is Goetbé Edmond Djitangar.
In 2019 woonden in het aartsbisdom ongeveer 4.103.000 mensen waarvan 6,6% rooms-katholiek was. In 2019 telde het aartsbisdom 27 parochies.

## Geschiedenis
- 9 januari 1947: Opgericht als apostolische prefectuur Fort-Lamy (Arcis Lamy) uit delen van het apostolisch vicariaat Khartoum, de apostolische prefectuur Berbérati en het apostolisch vicariaat Foumban
- 17 mei 1951: Gebied verloren na oprichting apostolische prefectuur Moundou
- 14 september 1955: Promotie tot bisdom Fort-Lamy
- 22 december 1961: Promotie tot metropolitaan aartsbisdom Fort-Lamy en gebied verloren na oprichting bisdom Fort-Archambault
- 15 oktober 1973: Hernoemd tot metropolitaan aartsbisdom N'Djaména
- 1 december 2001: Gebied verloren na oprichting apostolische prefectuur Mongo

## Speciale kerken
De metropolitane kathedraal van het aartsbisdom N'Djaména is de Cathédrale de Notre-Dame in N'Djamena.

## Leiderschap
- Apostolisch prefect van Fort-Lamy 
  - Joseph du Bouchet (25 april 1947 – 1955)
- Bisschop van Fort-Lamy 
  - Bisschop Paul-Pierre-Yves Dalmais (24 december 1957 – 22 december 1961, later aartsbisschop)
- Metropolitaan aartsbisschop van Fort-Lamy 
  - Aartsbisschop Paul-Pierre-Yves Dalmais (22 december 1961 – 15 oktober 1973)
- Metropolitaan aartsbisschop van N'Djaména
  - Aartsbisschop Paul-Pierre-Yves Dalmais (15 oktober 1973 – 6 maart 1980)
  - Aartsbisschop Charles Louis Joseph Vandame (23 mei 1981 – 31 juli 2003)
  - Aartsbisschop Matthias N'Gartéri Mayadi (31 juli 2003 - 19 november 2013)
  - Aartsbisschop Goetbé Edmond Djitangar (sinds 2016)

## Suffragane bisdommen
- Doba
- Goré
- Lai
- Moundou
- Pala
- Sarh

### Apostolisch vicariaat
- Mongo (valt direct onder de Heilige Stoel)